# مای آیزاوا
مای آیزاوا (انگلیسی: Aizawa Mai؛ زادهٔ ۱۰ سپتامبر ۱۹۸۰) بازیکن فوتبال است که در تیم ملی فوتبال زنان ژاپن بازی کرده‌است.